# ریچارد فیتزجیمز
ریچارد فیتزجیمز (انگلیسی: Richard FitzJames; (زاده ۱۴۴۲ – درگذشته ۱۵ ژانویه ۱۵۲۲) کشیش و اسقف کاتولیک بود که از ۱۵۰۶ تا ۱۵۲۲ اسقف لندن بود.